# (12033) Anselmo
(12033) Anselmo es un asteroide perteneciente al Cinturón exterior de asteroides, región del sistema solar que se encuentra entre las órbitas de Marte y Júpiter.
Fue descubierto el 31 de enero de 1997 por Maura Tombelli y Ulisse Munari desde la Estación de la Cima Ekar.

## Designación y nombre
Designado provisionalmente como 1994 BD9, fue nombrado en honor a Anselmo Antonini (n. 1946), astrónomo aficionado del Grupo Montelupo.

## Características orbitales
Anselmo está situado a una distancia media del Sol de 3,235 ua, pudiendo alejarse hasta 3,584 ua y acercarse hasta 2,885 ua. Su excentricidad es 0,108 y la inclinación orbital 2,554 grados. Emplea 2124,97 días en completar una órbita alrededor del Sol.
Pertenece a la familia de asteroides de (24) Themis.
Las próximas aproximaciónes a la órbita de Júpiter ocurrirán  el 24 de diciembre de 2035, el 29 de junio de 2047 y el 14 de enero de 2059.

## Características físicas
La magnitud absoluta de Anselmo es 13,66. Tiene 10,020 km de diámetro y su albedo se estima en 0,084.